# تانيا ساشديف
تانيا ساشديف وهي لاعبة شطرنج هندية، وهي تمتلك لقب الأتحاد الدولي للشطرنج، و غراند ماستر للنساء. وهي مقدمة ومعلقة إذاعية.

## السنوات المبكرة
ولدت في مدينة دلهي، وتعرفت على لعبة الشطرنج من والدتها أنجو، وفي سن السادسة ساندها والدها وذلك بتدريبها من قبل المحترفين. وتم تحقيق أول لقب عالمي لها عندما كانت في سن الثامنة. وكطفلة فازت تانيا في مناسبات عدة. نجحت في مشوارها الفني تحت بطولات الشطرنج الهندية لسن الثانية عشرة، البطولات الأسيوية في عام 2000 و الميدالية برونزية في بطولة  بطولة العالم للبنات. وفي عام 2002 فازت البطولة الأسيوية للمبدئين في ماراويلا.

## روابط خارجية
- تانيا ساشديف على موقع الاتحاد الدولي للشطرنج (الإنجليزية)
- تانيا ساشديف على موقع مباريات الشطرنج (الإنجليزية)
- تانيا ساشديف على موقع 365Chess.com (الإنجليزية)
- تانيا ساشديف على موقع Chesstempo.com (الإنجليزية)
- تانيا ساشديف على موقع الاتحاد الأمريكي للشطرنج (الإنجليزية)
- تانيا ساشديف سجل أولمبياد الشطرنج للسيدات على موقع OlimpBase.org (الإنجليزية)